# 이경순 (1869년)
이경순(李慶淳, 1869년 ~ 1928년)은 대한제국 독립운동가이다. 호(號)는 과촌(果村).

## 생애

### 주요 이력
경기도 과천군(果川郡) 과천면에서 출생하였으며 지난날 한때 경기도 시흥군 안양면에서 잠시 유아기를 보낸 적이 있고 그 후 경기도 과천군 남면에서 잠시 유년기를 보낸 적이 있는 그는 1891년 2월에서 1896년 5월까지 조선국 경기도 파주군 군서기관 직책을 지낸 후 1908년 경기도 과천·경기도 광주 일원에서 윤치장 의진(尹致章 義陣)과 연명우 의진(延明祐 義陣)에 소속되어 군자금을 모집하는 등의 활동을 전개하였다. 참고로 윤치장은 경기도 광주(廣州) 출신으로 이미 퇴역병 출신이었다. 1907년 음력 10월경 중군장 오사과(吳司果) 등 부하 70명과 함께 광주·과천 일원에서 활동하였다. 윤치장의진은 11월 20일 경 광주군 청계산(淸溪山)에서 일본 순사대와 교전하였고, 1907년 음력 12월경 광주군 목동에서 일본군 기병대와 접전을 치른 끝에 부하 8명을 잃었다. 1908년 음력 2월 중군장 오사과 외 2명으로 하여금 광주군 언주면(彦州面)에 사는 박승호(朴勝浩)에게서 군자금 100원을 모집하고, 그를 의병에 입대하도록 하였다. 또 박승호에게 돈 40원을 주어 경성(京城)에 가서 탄약을 구입해 오도록 명하였는데, 결국 박승호는 1908년 10월 11일 경기도 양주에서 체포되었다. 하여 이경순은 1908년 정월 의병장 윤치장의진에 들어가 활동하였다. 또 의병장 연명우의 운량관(運糧官)이 되어 과천·광주 등지에서 군수전을 모집하는 등의 활동을 하다가 연로한 어머니가 심려되어 귀향했다가 끝내 체포되었다. 결국 이경순은 1908년 4월 초 1일 순사에게 체포되어 소위 내란죄(內亂罪)로 기소되어 1908년 7월 31일 평리원에서 징역 10년형을 받고 옥고를 치렀다. 1918년에 만기출감하여 결국 평안남도 평양에 은둔 거주하였으며 1년 후 1919년 3.1 대한 독립 만세 운동을 평안남도 평양에서 참가하였다.

## 사후
대한민국 정부에서는 고인의 공훈을 기리고자 2013년 3월 1일을 기하여 대한민국 건국훈장 애족장을 추서하였다.